# Crash Bandicoot Nitro Kart 2
A Crash Bandicoot Nitro Kart 2 egy 2010-ben megjelent gokart versenyzős játék, amit a Polarbit fejlesztett és az Activision adott ki. A játék csak iPhone-on, iPod Touch-on, és iPad-on jelent meg. A játék a 2009-ben megjelent Crash Bandicoot Nitro Kart 3D utódja. A játékban 12 pálya és 10 játszható karakter szerepel, mind egyedi autóval.

## Multiplayer játék
Akár 4 játékos is játszhat egyszerre Bluetooth-on vagy WiFi-n keresztül.

## Szereplők
- Crash Bandicoot
- Coco Bandicoot
- Dr. Neo Cortex
- Crunch Bandicoot
- Nina Cortex
- Yaya Panda
- Pura
- N.Gin
- Ripper Roo
- Tiny Tiger
- Aku Aku

## Játékmódok
- Cup- Be kell fejezni minden versenyt az első, második vagy harmadik helyen, és úgy pontokat ad. A verseny végére
- Mission – Trükköket kell végrehajtani.
- Time Attack – Olyan gyorsan végig kell menni a pályákon amennyire csak tudsz.
- Eliminator – Minden körben az utolsó helyen haladó játékost kirúgják a versenyből, úgyhogy nehogy hátul maradj!
- Collector – Annyi kristályt kell gyűjtened, amennyit csak tudsz.
- Arcade – Versenyzés mind a 12 pályán úgy, hogy a számlálónak nem szabad elérnie a nullát.
- Skill – Pontokat ad a vezetésedért.

## Frissítések
- 2010. június (verzió 1.0.5): Megnövelt stabilitás